# NSMCE4A
NSMCE4A (англ. NSE4 homolog A, SMC5-SMC6 complex component) – білок, який кодується однойменним геном, розташованим у людей на короткому плечі 10-ї хромосоми. Довжина поліпептидного ланцюга білка становить 385 амінокислот, а молекулярна маса — 44 301.
| 10         |  | 20         |  | 30         |  | 40         |  | 50         |
| ---------- |  | ---------- |  | ---------- |  | ---------- |  | ---------- |
| MSGDSSGRGP |  | EGRGRGRDPH |  | RDRTRSRSRS |  | RSPLSPRSRR |  | GSARERREAP |
| ERPSLEDTEP |  | SDSGDEMMDP |  | ASLEAEADQG |  | LCRQIRHQYR |  | ALINSVQQNR |
| EDILNAGDKL |  | TEVLEEANTL |  | FNEVSRAREA |  | VLDAHFLVLA |  | SDLGKEKAKQ |
| LRSDLSSFDM |  | LRYVETLLTH |  | MGVNPLEAEE |  | LIRDEDSPDF |  | EFIVYDSWKI |
| TGRTAENTFN |  | KTHTFHFLLG |  | SIYGECPVPK |  | PRVDRPRKVP |  | VIQEERAMPA |
| QLRRMEESHQ |  | EATEKEVERI |  | LGLLQTYFRE |  | DPDTPMSFFD |  | FVVDPHSFPR |
| TVENIFHVSF |  | IIRDGFARIR |  | LDQDRLPVIE |  | PVSINEENEG |  | FEHNTQVRNQ |
| GIIALSYRDW |  | EEIVKTFEIS |  | EPVITPSQRQ |  | QKPSA      |  |            |

A: Аланін

C: Цистеїн

D: Аспарагінова кислота

E: Глутамінова кислота

F: Фенілаланін

G: Гліцин

H: Гістидин

I: Ізолейцин

K: Лізин

L: Лейцин

M: Метіонін

N: Аспарагін

P: Пролін

Q: Глутамін

R: Аргінін

S: Серин

T: Треонін

V: Валін

W: Триптофан

Кодований геном білок за функцією належить до фосфопротеїнів. 
Задіяний у таких біологічних процесах, як пошкодження ДНК, репарація ДНК, рекомбінація ДНК, альтернативний сплайсинг. 
Локалізований у ядрі, хромосомах.